# Яндекс.Телефон
Яндекс.Телефон — смартфон российской компании «Яндекс» (ODM-производитель — Arima, Тайвань). Презентация устройства состоялась 5 декабря 2018 года, продажи начались 6 декабря 2018 года и завершились в ноябре 2019 года. Всего было продано около 20 тысяч устройств.
Устройство работает на операционной системе Android 9 Pie с надстройкой «Яндекса», имеет встроенный голосовой помощник «Алиса».

## История
В июне 2018 года стало известно, что «Яндекс» получил разрешение на выпуск в России собственного смартфона «Яндекс.Телефон».
В ноябре 2018 года аналитик Mobile Research Group Эльдар Муртазин разместил в своём твиттере фотографию упаковки «Яндекс.Телефона». 2 декабря, за три дня до официальной презентации, фотография смартфона по ошибке была размещена на сайте «М.Видео».
Официальная презентация состоялась 5 декабря 2018 года. 6 декабря смартфон поступил в продажу в фирменном магазине «Яндекса», 7 декабря — в ряде магазинов, в том числе на маркетплейсе «Беру».
Через три месяца после начала продаж, в марте 2019 «Яндекс» снизила цену на свой телефон на 20 % (с 17 990 до 13 990 руб.), объясняя этот шаг приближающимися весенними праздниками. В то же время газета «Ведомости» со ссылкой на источники среди ритейлеров сообщала о низком спросе на Яндекс.Телефон. Сам Яндекс данные по продажам не раскрывал. В июне 2019 цена была снижена до 9990 рублей. Газета «Ъ» сообщала, что за период с декабря 2018 до ноября 2019 было активировано около 18 тысяч устройств, а торговые сети к ноябрю 2019 полностью распродали запасы.

## Технические характеристики
Разработкой смартфона занимались программисты, инженеры и дизайнеры «Яндекса». Устройство оснащено восьмиядерным процессором Snapdragon 630, 4 ГБ оперативной памяти, 64-гигабайтным накопителем и модулем NFC для бесконтактных платежей. Диагональ дисплея — 5,65 дюйма, разрешение — Full HD+.
Цветопередача, по словам разработчиков, настраивалась с учётом особенностей физиологического восприятия цвета европейцами.
В смартфоне используется графическая оболочка «Яндекс.Лончер». Поддерживается функция разблокировки с помощью сканирования отпечатка пальца. Звук в играх, видео и аудио обеспечивает аудиочип Qualcomm Aqstic. Ёмкость аккумулятора — 3050 миллиампер-часов. Смартфон снабжён двойной камерой, слотом для двух sim-карт и разъёмом для наушников. В качестве порта для зарядки используется USB Type-C.
Корпус выполнен из анодированного алюминия, дисплей — из стекла Gorilla Glass 3 Gen.

## Экосистема
«Яндекс.Телефон» — первый смартфон, в котором «Алиса» является основным голосовым помощником (по аналогии с Siri в iPhone) и неотъемлемой частью устройства.
В «Телефоне» предустановлены популярные сервисы «Яндекса», объединённые в систему во главе с «Алисой». Чтобы голосового помощника можно было вызвать на расстоянии, в устройстве имеются дополнительные высокоточные микрофоны (такую активацию можно отключить).
Имеются «карточки-подсказки» — всплывающая информация, зависящая от текущих обстоятельств. Так, утром может отображаться информация о пробках, а вечером — погода на завтра.
В качестве платёжной системы по умолчанию действуют «Яндекс.Деньги», однако есть возможность выбрать МИР Pay или Google Pay.
Смартфон оснащён определителем номера, подключённым к сервису «Яндекс.Справочник». Функция позволяет пользователю узнать, из какой организации ему звонят, даже если номер не сохранён на устройстве. Определитель работает и для поиска номера телефона — нужно ввести название места в поиск по телефонной книге.
В настоящее время (на текущих прошивках) отсутствует возможность получить права root и удалить неиспользуемые сервисы Google.
Поддержка телефона планируется в течение минимум 3 лет, из них 2 года выпуск обновлений, в 2019 году была выпущена прошивка с Android 9 Pie.
В январе 2019 года Яндекс выложил исходный код ядра Linux, использованного в прошивке, на GitHub.